# Christopher Salmon Patterson

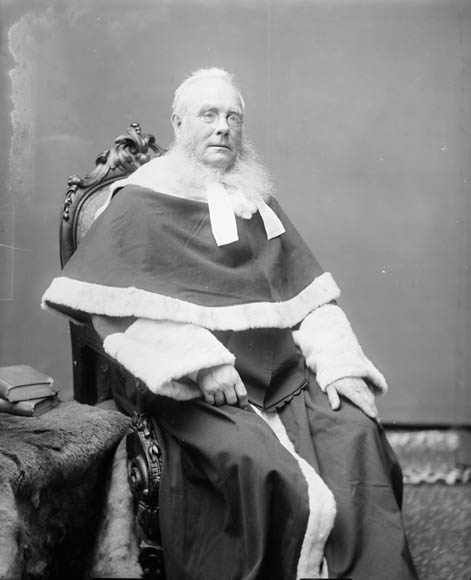
Christopher Salmon Patterson

Christopher Salmon Patterson (* 16. Januar 1823 in London; † 24. Juli 1893) war ein kanadischer Jurist, der zwischen 1888 und seinem Tode 1893 Richter am Obersten Gerichtshof von Kanada war.

## Leben
Patterson, Sohn von John Patterson und dessen Ehefrau Ann Patterson, absolvierte ein Studium an der Royal Belfast Academical Institution und wanderte nach deren Abschluss 1845 nach Kanada aus, wo er sich in Picton in der Provinz Ontario niederließ. Nach seiner anwaltlichen Zulassung nahm er 1851 eine Tätigkeit als Rechtsanwalt als Partner in der Anwaltskanzlei von Philip Low auf, in der er zuvor bereits als Student tätig war. 1856 ging er nach Toronto und war dort bis 1874 Partner der Anwaltskanzlei Wilson, Patterson & Beaty. 1871 wurde er Mitglied einer Kommission zur Untersuchung der Verschmelzung des Common Law, also dem in den englischsprachigen Ländern vorherrschenden Rechtskreis, der sich nicht nur auf Gesetze, sondern auf maßgebliche richterliche Urteile der Vergangenheit – sogenannte Präzedenzfälle – stützt (Fallrecht) und auch durch richterliche Auslegung weitergebildet wird, mit dem sogenannten Equity, also den Regeln zur Ergänzung des Common Law zum Ausgleich von Härten. Diese Kommission wurde von John Wellington Gwynne geleitet, der zwischen 1879 und 1902 ebenfalls Richter am Obersten Gerichtshof von Kanada. Zusammen mit Gwynne wurde er zudem 1874 Richter am Ontario Court of Error and Appeal.
Am 27. Oktober 1888 erfolgte seine Berufung zum Richter am Obersten Gerichtshof von Kanada durch Premierminister John Macdonald. Dem Obersten Gerichtshof gehörte Patterson bis zu seinem Tode am 24. Juli 1893 an.